# Mesorregión del Centro Occidental Rio-grandense
La mesorregión del Centro Occidental Rio-Grandense es una de las siete mesorregiones del estado brasileño del Rio Grande do Sul. Es formada por la unión de 31 municipios agrupados en tres microrregiones.

## Microrregiones
- Restinga Seca
- Santa Maria
- Santiago

- Datos: Q2597617